# Ljubov Muchatjova
Ljubov Aleksejevna Muchatjova, (ryska Любо́вь Алексе́евна Мухачёва) född den 23 juli 1947 i Boksitogorsk (Ryssland), är en rysk före detta längdåkare som under sin karriär tävlade för Sovjetunionen. Muchatjova tog guld på 3 x 5 km vid olympiska spelen i Sapporo 1972.